# Preslav Borukov
Preslav Nikolaev Borukov (in bulgaro Преслав Николаев Боруков?; Sofia, 23 aprile 2000) è un calciatore bulgaro, attaccante del Marítimo.

## Carriera

### Club
Cresciuto nel settore giovanile del Levski Sofia, nel 2016 viene ceduto allo Sheffield Weds, con cui gioca per quattro anni nelle giovanili del club, nelle formazioni Under-18, Under-19 ed Under-23. Nel 2020 viene acquistato dall'Etăr, club della massima serie bulgara. Chiude la stagione con 32 presenze, di cui 30 in campionato e 2 in coppa, e 12 gol realizzati in campionato. Nell'agosto del 2021 si accasa agli ungheresi dello Zalaegerszeg. Rimasto svincolato nel mese di ottobre, nel febbraio 2022 ritorna in patria, firmando con la Lokomotiv Plovdiv.

### Nazionale
Ha giocato nelle nazionali giovanili bulgare Under-17, Under-19 ed Under-21.
Il 21 agosto 2023 viene convocato per la prima volta dalla nazionale maggiore bulgara, con cui ha esordito il 7 settembre 2023 nell'amichevole persa 0-1 contro l'Iran.

## Statistiche

### Presenze e reti nei club
Statistiche aggiornate al 13 marzo 2022.
| Stagione        | Squadra           | Campionato      | Campionato | Campionato | Coppe nazionali | Coppe nazionali | Coppe nazionali | Coppe continentali | Coppe continentali | Coppe continentali | Altre coppe | Altre coppe | Altre coppe | Totale | Totale |
| Stagione        | Squadra           | Comp            | Pres       | Reti       | Comp            | Pres            | Reti            | Comp               | Pres               | Reti               | Comp        | Pres        | Reti        | Pres   | Reti   |
| --------------- | ----------------- | --------------- | ---------- | ---------- | --------------- | --------------- | --------------- | ------------------ | ------------------ | ------------------ | ----------- | ----------- | ----------- | ------ | ------ |
| 2020-2021       | Etăr              | 1L              | 30         | 12         | CB              | 2               | 0               |                    | -                  | -                  |             | -           | -           | 32     | 12     |
| ago.-ott. 2021  | Zalaegerszeg      | NB1             | 3          | 1          | CU              | 1               | 1               |                    | -                  | -                  |             | -           | -           | 4      | 2      |
| feb.-giu. 2022  | Lokomotiv Plovdiv | 1L              | 3          | 0          | CB              | 1               | 0               |                    | -                  | -                  |             | -           | -           | 4      | 0      |
| Totale carriera | Totale carriera   | Totale carriera | 36         | 13         |                 | 4               | 1               |                    | -                  | -                  |             | -           | -           | 40     | 14     |

### Cronologia presenze e reti in nazionale
| Cronologia completa delle presenze e delle reti in nazionale ― Bulgaria | Cronologia completa delle presenze e delle reti in nazionale ― Bulgaria | Cronologia completa delle presenze e delle reti in nazionale ― Bulgaria | Cronologia completa delle presenze e delle reti in nazionale ― Bulgaria | Cronologia completa delle presenze e delle reti in nazionale ― Bulgaria | Cronologia completa delle presenze e delle reti in nazionale ― Bulgaria | Cronologia completa delle presenze e delle reti in nazionale ― Bulgaria | Cronologia completa delle presenze e delle reti in nazionale ― Bulgaria |
| Data                                                                    | Città                                                                   | In casa                                                                 | Risultato                                                               | Ospiti                                                                  | Competizione                                                            | Reti                                                                    | Note                                                                    |
| ----------------------------------------------------------------------- | ----------------------------------------------------------------------- | ----------------------------------------------------------------------- | ----------------------------------------------------------------------- | ----------------------------------------------------------------------- | ----------------------------------------------------------------------- | ----------------------------------------------------------------------- | ----------------------------------------------------------------------- |
| 7-9-2023                                                                | Plovdiv                                                                 | Bulgaria                                                                | 0 – 1                                                                   | Iran                                                                    | Amichevole                                                              | -                                                                       | 59’                                                                     |
| 10-9-2023                                                               | Podgorica                                                               | Montenegro                                                              | 2 – 1                                                                   | Bulgaria                                                                | Qual. Euro 2024                                                         | 1                                                                       | 74’                                                                     |
| 14-10-2023                                                              | Sofia                                                                   | Bulgaria                                                                | 0 – 2                                                                   | Lituania                                                                | Qual. Euro 2024                                                         | -                                                                       | 46’                                                                     |
| 19-11-2023                                                              | Leskovac                                                                | Serbia                                                                  | 2 – 2                                                                   | Bulgaria                                                                | Qual. Euro 2024                                                         | -                                                                       | 77’                                                                     |
| Totale                                                                  |                                                                         | Presenze                                                                | 4                                                                       |                                                                         | Reti                                                                    | 1                                                                       |                                                                         |